# کتاب سایه‌ها

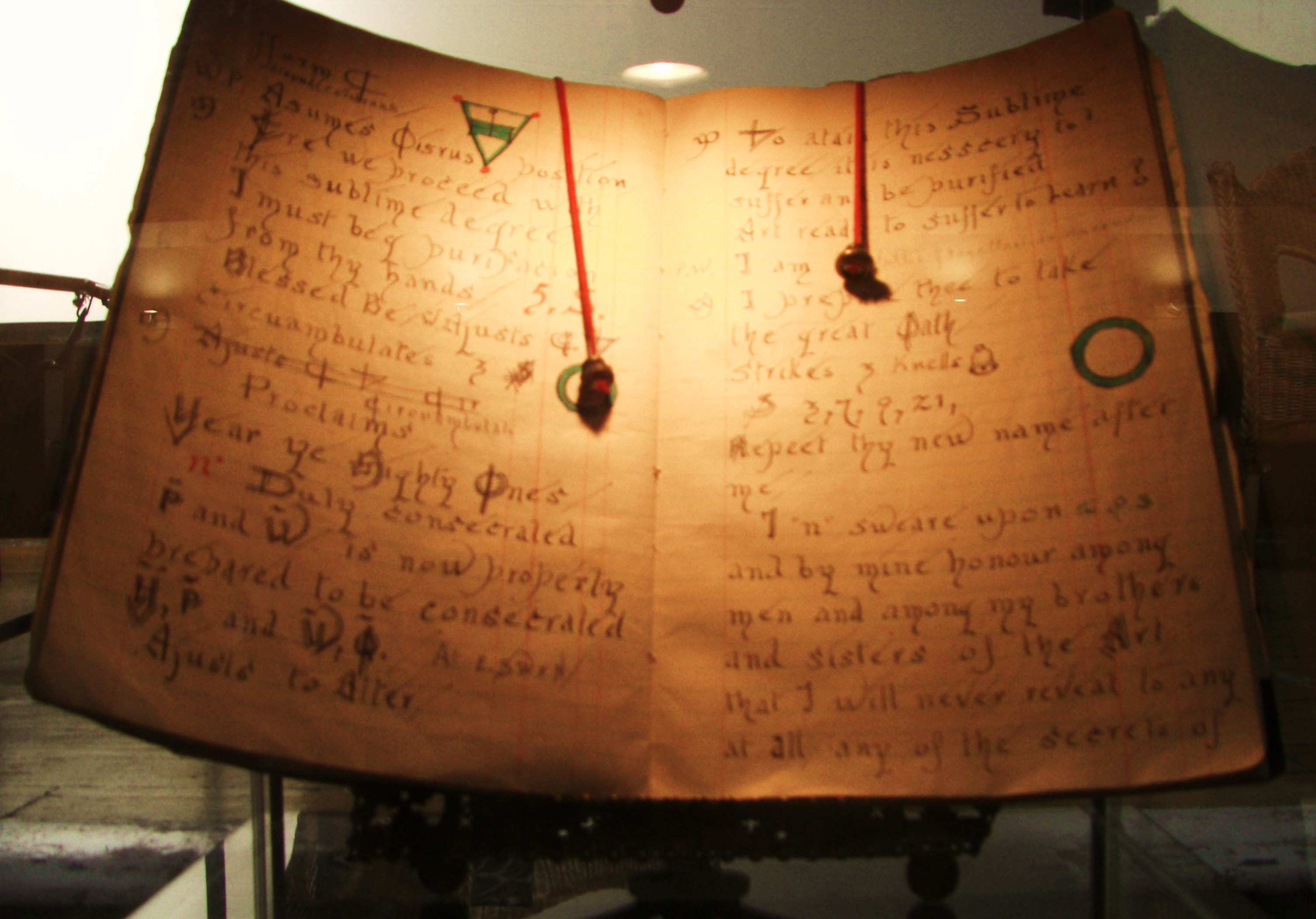
یکی از نمونه‌های کتاب سایه‌ها

کتاب سایه‌ها کتابی است که توسط پیروان فرقهٔ ویکا نوشته می‌شود. این کتاب، متن مشخصی ندارد و هر ویکا، با توجه به زندگی و سلیقهٔ خود کتاب سایه‌های خود را می نویسند.

## نحوه نگارش
طبق اصول ویکا، هر فرد برای نوشتن کتاب سایه‌های خود، باید غریزه‌اش را دنبال کند و هر چیز که فکر می‌کند باید نوشته شود را بنویسد.
یک ویکا باید خاطرات، احساسات، رؤیاها و پس از مدتی جادوهایی که طبیعت به فرد الهام می‌کند را در این کتاب یادداشت کند.
ویکاها اعتقاد دارند که باید عقاید و احساسات خود را صادقانه در این کتاب بنویسند و به هیچ‌کس اجازهٔ خواندن کتاب سایه‌های خود را ندهند.